# Ligabueino
Ligabueino là một chi khủng long, được Bonaparte mô tả khoa học năm 1996.